# BMX-Rennsport-Weltmeisterschaften/BMX-Rennen der Frauen
Das BMX-Rennen der Frauen ist ein Wettbewerb bei den BMX-Rennsport-Weltmeisterschaften. Es wird mit 20-Zoll-Rädern ausgetragen.
In seiner jetzigen Form besteht der Wettbewerb seit 1996, als die Organisation der Weltmeisterschaften in die alleinige Verantwortung des Radsport-Weltverbands UCI überging. In der zuvor von der International BMX Federation (I.BMX.F) verantworteten Veranstaltung gab es eine Kategorie mit der Bezeichnung „Girls 18+“ bzw. „Ladies 18+“, die gelegentlich mit den Kategorien für jüngere Fahrerinnen kombiniert wurde. Mit der Übernahme durch die UCI wurden die in anderen Radsport-Disziplinen üblichen Kategorien eingeführt. Im Erwachsenenbereich war dies die Elite, die im BMX-Rennsport ab 19 Jahren begann. Seit 2022 gibt es zusätzlich ein Rennen für die Frauen U23.

## Palmarès
| Jahr | Austragungsort                        | Gold                                  | Silber                                | Bronze                                |
| ---- | ------------------------------------- | ------------------------------------- | ------------------------------------- | ------------------------------------- |
| 1996 | Brighton                              | Natarsha Williams                     | Natascha Massop                       | Kerstin Munski                        |
| 1997 | Saskatoon                             | Michelle Cairns                       | Karien Gubbels                        | Marie McGilvary                       |
| 1998 | Melbourne                             | Rachael Marshall                      | Marie McGilvary                       | Brigitte Busschers                    |
| 1999 | Vallet                                | Audrey Pichol                         | Dagmara Poláková                      | Tatjana Schocher                      |
| 2000 | Córdoba                               | Natarsha Williams                     | Ellen Bollansee                       | María Gabriela Díaz                   |
| 2001 | Louisville                            | María Gabriela Díaz                   | Marie McGilvary                       | Élodie Ajinça                         |
| 2002 | Paulínia                              | María Gabriela Díaz                   | Karine Chambonneau                    | Jana Horáková                         |
| 2003 | Perth                                 | Élodie Ajinça                         | Willy Kanis                           | Tatjana Schocher                      |
| 2004 | Valkenswaard                          | María Gabriela Díaz                   | Cyrielle Convert                      | Alice Jung                            |
| 2005 | Paris                                 | Willy Kanis                           | Renee Junga                           | Laëtitia Le Corguillé                 |
| 2006 | São Paulo                             | Willy Kanis                           | María Gabriela Díaz                   | Cécile Lazzarotto                     |
| 2007 | Victoria                              | Shanaze Reade                         | Sarah Walker                          | Jana Horáková                         |
| 2008 | Taiyuan                               | Shanaze Reade                         | Anne-Caroline Chausson                | Sarah Walker                          |
| 2009 | Adelaide                              | Sarah Walker                          | Eva Ailloud                           | Arielle Martin                        |
| 2010 | Pietermaritzburg                      | Shanaze Reade                         | Sarah Walker                          | Alise Post                            |
| 2011 | Kopenhagen                            | Mariana Pajón                         | Sarah Walker                          | Magalie Pottier                       |
| 2012 | Birmingham                            | Magalie Pottier                       | Eva Ailloud                           | Romana Labounková                     |
| 2013 | Auckland                              | Caroline Buchanan                     | Lauren Reynolds                       | Manon Valentino                       |
| 2014 | Rotterdam                             | Mariana Pajón                         | Alise Post                            | Laura Smulders                        |
| 2015 | Heusden-Zolder                        | Stefany Hernández                     | Caroline Buchanan                     | Simone Christensen                    |
| 2016 | Medellín                              | Mariana Pajón                         | Caroline Buchanan                     | Alise Post                            |
| 2017 | Rock Hill                             | Alise Post                            | Caroline Buchanan                     | Mariana Pajón                         |
| 2018 | Baku                                  | Laura Smulders                        | Merel Smulders                        | Judy Baauw                            |
| 2019 | Heusden-Zolder                        | Alise Willoughby                      | Laura Smulders                        | Axelle Étienne                        |
| 2020 | nicht ausgetragen (COVID-19-Pandemie) | nicht ausgetragen (COVID-19-Pandemie) | nicht ausgetragen (COVID-19-Pandemie) | nicht ausgetragen (COVID-19-Pandemie) |
| 2021 | Papendal                              | Beth Shriever                         | Judy Baauw                            | Laura Smulders                        |
| 2022 | Nantes                                | Felicia Stancil                       | Zoé Claessens                         | Merel Smulders                        |
| 2023 | Glasgow                               | Beth Shriever                         | Laura Smulders                        | Alise Willoughby                      |
| 2024 | Rock Hill                             | Alise Willoughby                      | Zoé Claessens                         | Daleny Vaughn                         |
| 2025 | Kopenhagen                            | Beth Shriever                         | Saya Sakakibara                       | Judy Baauw                            |

## Medaillenspiegel
| Platz  | Land               | Gold | Silber | Bronze | Gesamt |
| ------ | ------------------ | ---- | ------ | ------ | ------ |
| 1      | Großbritannien     | 6    | 0      | 0      | 6      |
| 2      | Vereinigte Staaten | 5    | 3      | 7      | 15     |
| 3      | Australien         | 4    | 6      | 0      | 10     |
| 4      | Niederlande        | 3    | 7      | 6      | 16     |
| 5      | Frankreich         | 3    | 5      | 6      | 14     |
| 6      | Argentinien        | 3    | 1      | 1      | 5      |
| 7      | Kolumbien          | 3    | 0      | 1      | 4      |
| 8      | Neuseeland         | 1    | 3      | 1      | 5      |
| 9      | Venezuela          | 1    | 0      | 0      | 1      |
| 10     | Schweiz            | 0    | 2      | 2      | 4      |
| 11     | Belgien            | 0    | 1      | 0      | 1      |
| 11     | Slowakei           | 0    | 1      | 0      | 1      |
| 13     | Tschechien         | 0    | 0      | 3      | 3      |
| 14     | Dänemark           | 0    | 0      | 1      | 1      |
| 14     | Deutschland        | 0    | 0      | 1      | 1      |
| Gesamt | Gesamt             | 29   | 29     | 29     | 87     |